# Pau-cravo
Pau-cravo (Dicypellium caryophyllaceum) é uma designação, dada no Brasil, a uma árvore encontrada na Amazônia. Possui flores e frutos aromáticos e pode atingir até 20 metros de altura. Outros nomes populares: cravo-do-maranhão, imira-ataia, licari-cani.
Esta espécie encontra-se ameaçada de extinção, É encontrada na Amazônia brasileira, mas também na peruana e equatoriana. No entanto, a Lista de espécies da Flora do Brasil 2010 do Jardim Botânico do Rio de Janeiro, oficialmente adotada perante organizações internacionais, a classifica como endêmica do Pará e Maranhão. A União Internacional para a Conservação da Natureza e de Recursos Naturais (em inglês: IUCN) também descreve o Pau-cravo como nativa exclusivamente do Brasil, mais precisamente da Amazônia nos estados de Maranhão, Pará e Amazonas, e refere que os dados, de 1998, justificando sua inclusão na categoria de espécies vulneráveis, estão desatualizados. A IUCN refere que no passado existia desde o Maranhão para todo o norte, mas foi sobre-explorada para retirada de seu óleo essencial.
Durante o período colonial da história do Brasil, era uma das drogas do sertão, fato que motivou sua inclusão na primeira edição da Pharmacopeia Brasileira (1929).
Os últimos exemplares na Amazônia brasileira foram encontrados em 2008, onde será feito um dos canais de derivação da Usina Hidrelétrica de Belo Monte, e no município de Juruti, onde foram localizados 189 unidades - a maior quantidade desde o século XVIII, segundo pesquisa do Museu Emílio Goeldi.